# エイムズ (アイオワ州)

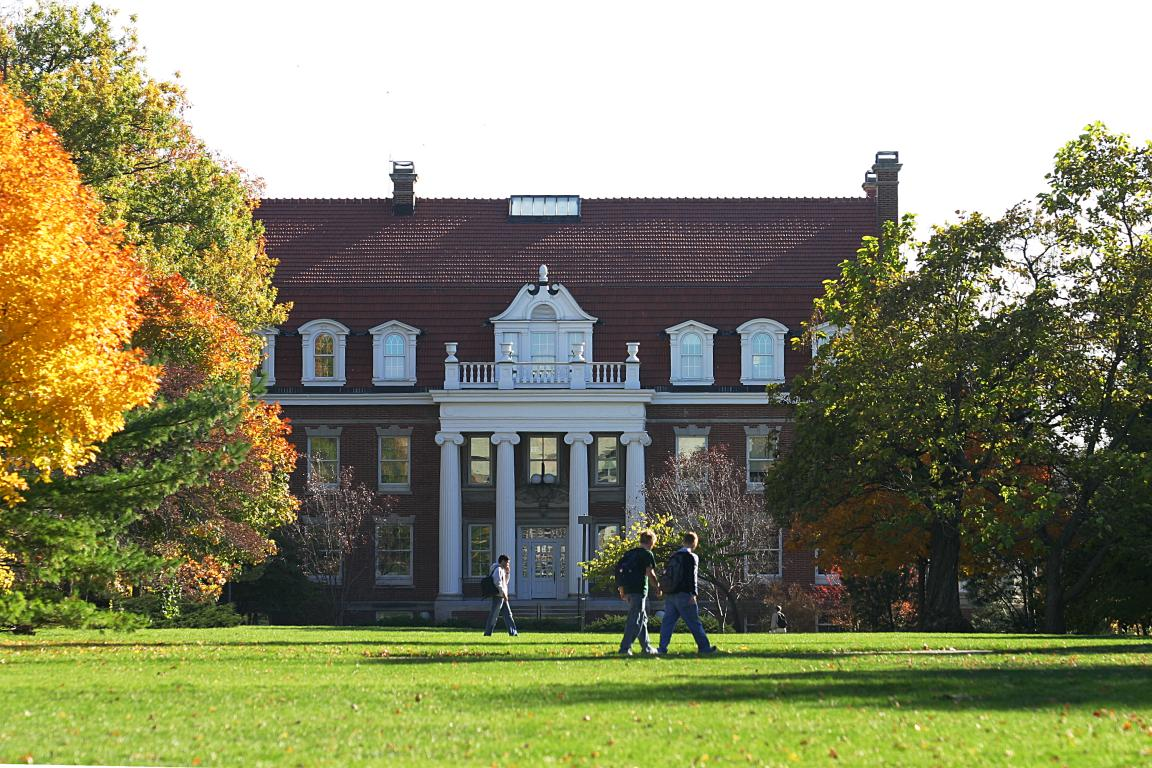
アイオワ州立大学

エイムズ（Ames）は、アメリカ合衆国アイオワ州のストーリー郡にある都市。人口は6万6427人（2020年） 。州都デモインの北50キロメートルに位置する。ストーリー郡、およびブーン郡の2郡から成るエイムズ都市圏の中核。より広域的にはデモイン広域都市圏に含まれている。

## 教育
エイムズはアイオワ州立大学の学園都市である。市中心部の西にキャンパスを構える同学は、アイオワシティのアイオワ大学と共にアイオワ州を代表する州立総合大学であり、8学部を有し、100以上の専攻プログラムを提供しているが、もともとアイオワ州立農業大学（Iowa State Agricultural College）として設置され、現在でも正式名称をアイオワ州立科学技術大学（Iowa State University of Science and Technology）というところからも判るように、工学、農学、生命科学、獣医学といった理系の分野に特に重点を置いている。また、同学はスポーツにも力を入れており、「サイクロンズ」というチーム名でNCAAのディビジョンI（フットボールはボウル・サブディビジョン/旧I-A）に属するビッグ12カンファレンスに所属している。

## 地理

ストーリー郡内の位置

エイムズは北緯42度2分5秒 西経93度37分12秒 / 北緯42.03472度 西経93.62000度に位置し、市域面積は62.70km2である。市の標高は287mである。

## 歴史
1858年にアイオワ州立農業大学およびモデル農場が設置されたとき、この地にはまだ町が形成されていなかった。エイムズの町としての歴史は1864年に設置されたシーダーラピッズ・アンド・ミズーリ鉄道の鉄道駅に始まった。エイムズという名は大陸横断鉄道の建設にあたって強い影響力を持ったマサチューセッツ州出身の連邦下院議員、オークス・エイムズにちなんでつけられた。

## 交通
市の東には州間高速道路35号線が南北に通っており、デモインへと通じている。市の南端にはエイムズ市営空港が立地しているが、これはゼネラル・アビエーションと呼ばれる、自家用機やチャーター機の発着が主となる小規模な空港である。最も近い商業空港はデモイン国際空港で、エイムズの中心部から60キロメートル南にある。

## 気候
エイムズの気候は四季がはっきりしており、蒸し暑い夏と寒さの厳しい冬に特徴付けられる、気温の年較差の大きい内陸型である。最も暑い7月の平均気温は23℃程度であるが、最高気温の平均は30℃まで上がる。ただし、夜になると気温がかなり下がり、最低気温の平均は16℃程度である。最も寒い1月の平均気温は氷点下7℃、最低気温の平均は氷点下12℃で、11月から3月まではほぼ毎日、最低気温が氷点下に下がる日が続く。降水量は夏季に集中しており、11月から3月までは月間20-40mm程度なのに対し、5月から9月までは月間90-120mmの降水量がある。年間の降水量は約1,090mmである。冬季には月間10-15cm程度の降雪が見られ、年間降雪量は約65cmである。ケッペンの気候区分では、エイムズはアメリカ合衆国中西部に広く分布している亜寒帯湿潤気候（Dfa）に属する。
|               | 1月  | 2月  | 3月  | 4月  | 5月   | 6月   | 7月  | 8月  | 9月  | 10月 | 11月 | 12月 | 年    |
| ------------- | ---- | ---- | ---- | ---- | ----- | ----- | ---- | ---- | ---- | ---- | ---- | ---- | ----- |
| 平均気温（℃） | -7.2 | -5.0 | 1.7  | 9.4  | 15.6  | 20.6  | 23.3 | 22.2 | 17.8 | 11.1 | 2.8  | -4.4 | 8.9   |
| 降水量（mm）  | 22.9 | 22.9 | 40.6 | 71.1 | 109.2 | 116.8 | 91.4 | 94.0 | 94.0 | 58.4 | 35.6 | 25.4 | 782.3 |

## 人口推移
以下にエイムズ市における1870年から2010年までの人口推移をグラフおよび表で示す
。
| 統計年 | 人口     |
| ------ | -------- |
| 1870年 | 636人    |
| 1880年 | 1,153人  |
| 1890年 | 1,276人  |
| 1900年 | 2,422人  |
| 1910年 | 4,223人  |
| 1920年 | 6,270人  |
| 1930年 | 10,261人 |
| 1940年 | 12,555人 |
| 1950年 | 22,898人 |
| 1960年 | 27,003人 |
| 1970年 | 39,505人 |
| 1980年 | 45,775人 |
| 1990年 | 47,198人 |
| 2000年 | 50,731人 |
| 2010年 | 58,965人 |

## 註
1. ↑  “Quickfacts.census.gov”. 2023年12月10日閲覧。
2. ↑  OMB BULLETIN NO. 18-04: Revised Delineations of Metropolitan Statistical Areas, Micropolitan Statistical Areas, and Combined Statistical Areas, and Guidance on Uses of the Delineations of These Areas. Office of Management and Budget. 2018年9月14日.
3. ↑  Colleges and Departments. Iowa State University.
4. ↑  History of Iowa State: Time Line, 1858-1874. Iowa State University.
5. ↑  Iowa State University of Science and Technology. Iowa State University.
6. ↑  History of Ames, Iowa. United States History.
7. ↑  Driving Directions from Ames, IA to Des Moines International Aireport. Yahoo!Map.
8. 1 2  Historical Weather for Ames, Iowa, United States of America. Weatherbase.com.
9. ↑  American FactFinder. U.S. Census Bureau. 2011年2月4日.
10. ↑  Total Population for Iowa's Incorporated Places. State Library of Iowa, State Data Center Program.